# Bayecourt
Bayecourt és un municipi francès, situat al departament dels Vosges i a la regió del Gran Est. L'any 2007 tenia 277 habitants.
Als seus habitants els anomena els Tambois.

## Demografia

### Població
El 2007 la població de fet de Bayecourt era de 277 persones. Hi havia 106 famílies, de les quals 24 eren unipersonals (8 homes vivint sols i 16 dones vivint soles), 31 parelles sense fills, 43 parelles amb fills i 8 famílies monoparentals amb fills.
La població ha evolucionat segons el següent gràfic:
Habitants censats

### Habitatges
El 2007 hi havia 111 habitatges, 105 eren l'habitatge principal de la família, 1 era una segona residència i 5 estaven desocupats. 90 eren cases i 21 eren apartaments. Dels 105 habitatges principals, 84 estaven ocupats pels seus propietaris, 19 estaven llogats i ocupats pels llogaters i 3 estaven cedits a títol gratuït; 1 tenia una cambra, 6 en tenien dues, 14 en tenien tres, 25 en tenien quatre i 59 en tenien cinc o més. 81 habitatges disposaven pel capbaix d'una plaça de pàrquing. A 44 habitatges hi havia un automòbil i a 57 n'hi havia dos o més.

### Piràmide de població
La piràmide de població per edats i sexe el 2009 era:
| Homes | Edats   | Dones |
| ----- | ------- | ----- |
| 0     | 95 o +  | 0     |
| 0     | 90 a 94 | 0     |
| 0     | 85 a 89 | 0     |
| 0     | 80 a 84 | 0     |
| 4     | 75 a 79 | 0     |
| 12    | 70 a 74 | 4     |
| 0     | 65 a 69 | 12    |
| 4     | 60 a 64 | 4     |
| 12    | 55 a 59 | 4     |
| 8     | 50 a 54 | 4     |
| 24    | 45 a 49 | 20    |
| 4     | 40 a 44 | 4     |
| 0     | 35 a 39 | 4     |
| 12    | 30 a 34 | 4     |
| 4     | 25 a 29 | 8     |
| 8     | 20 a 24 | 12    |
| 8     | 15 a 19 | 12    |
| 4     | 10 a 14 | 0     |
| 4     | 5 a 9   | 4     |
| 8     | 0 a 4   | 0     |

## Economia
El 2007 la població en edat de treballar era de 180 persones, 133 eren actives i 47 eren inactives. De les 133 persones actives 124 estaven ocupades (66 homes i 58 dones) i 9 estaven aturades (4 homes i 5 dones). De les 47 persones inactives 18 estaven jubilades, 15 estaven estudiant i 14 estaven classificades com a «altres inactius».

### Ingressos
El 2009 a Bayecourt hi havia 105 unitats fiscals que integraven 288,5 persones, la mediana anual d'ingressos fiscals per persona era de 17.588 €.

### Activitats econòmiques
Dels 3 establiments que hi havia el 2007, 1 era d'una empresa de fabricació d'altres productes industrials i 2 d'empreses de construcció.
Dels 3 establiments de servei als particulars que hi havia el 2009, 1 era un taller de reparació d'automòbils i de material agrícola, 1 fusteria i 1 lampisteria.
L'any 2000 a Bayecourt hi havia 7 explotacions agrícoles.

## Equipaments sanitaris i escolars
El 2009 hi havia una escola elemental integrada dins d'un grup escolar amb les comunes properes formant una escola dispersa.

## Poblacions més properes
El següent diagrama mostra les poblacions més properes.